# Bibliothèque d'État et universitaire de Basse-Saxe à Göttingen

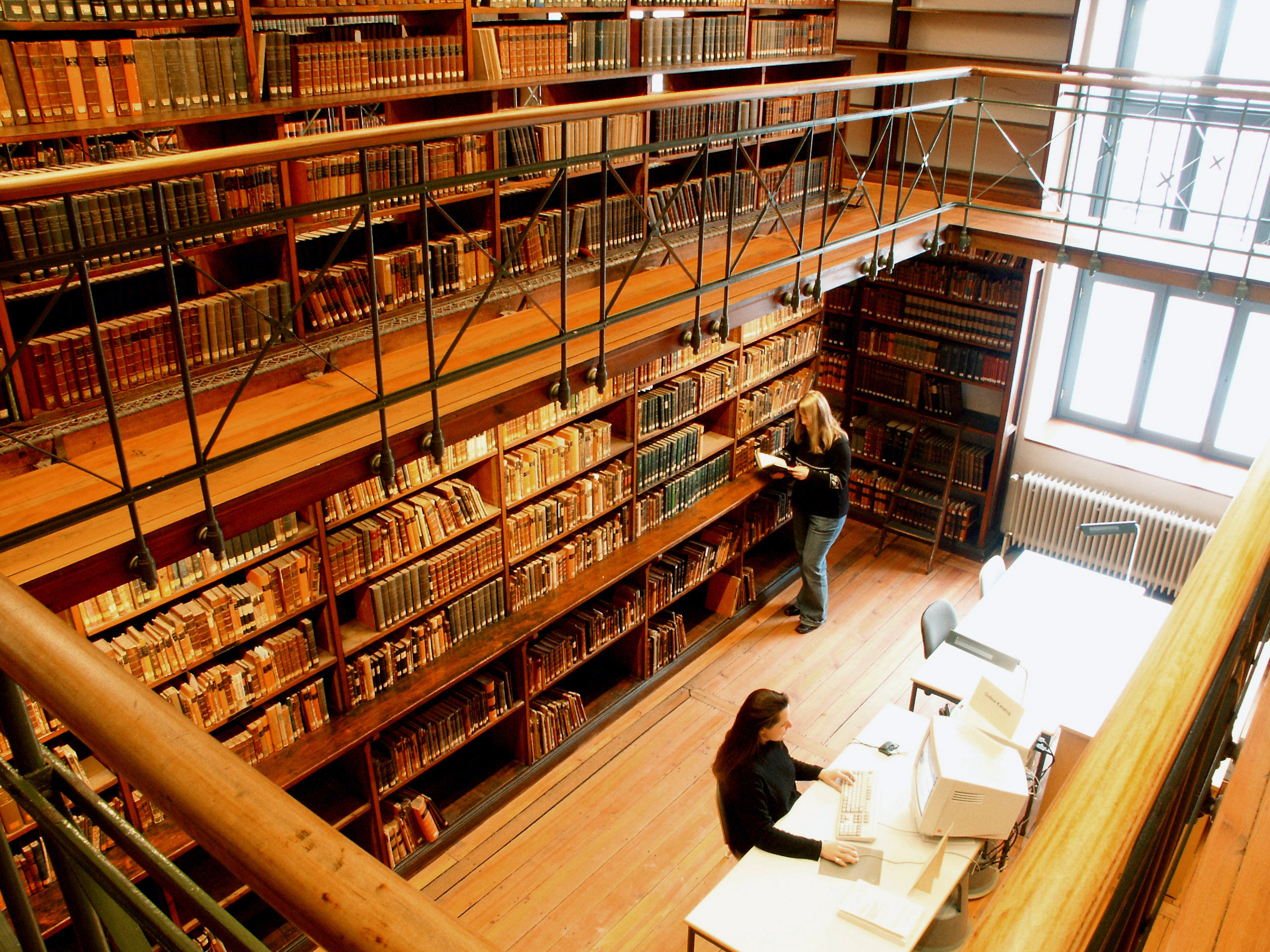
Salle Christian Gottlob Heyne (2004)

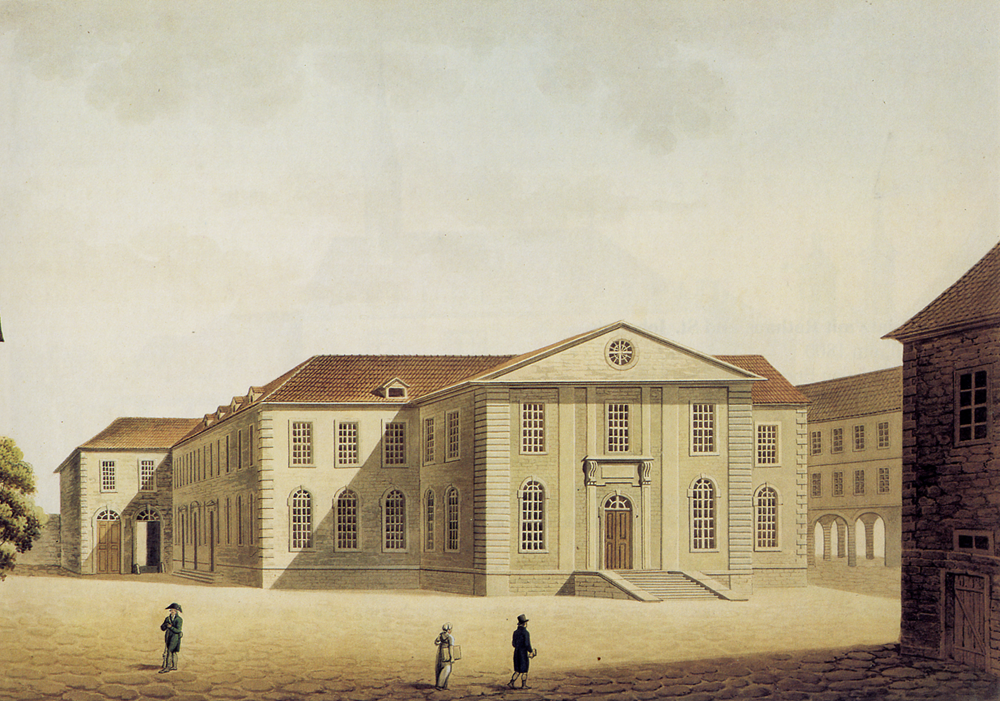
Bâtiment de la bibliothèque au XVIIIe siècle

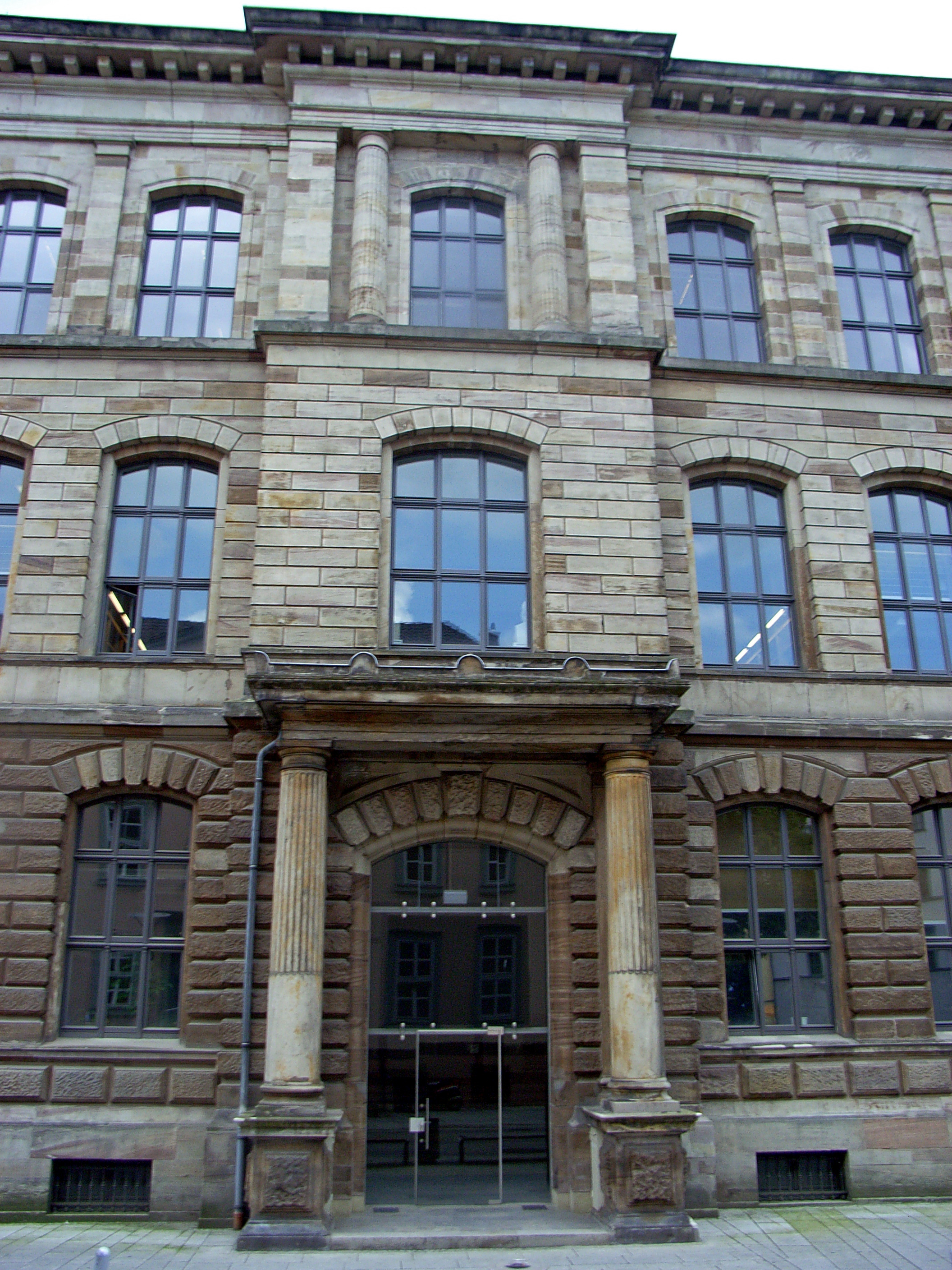
Bâtiment de la bibliothèque, construit de 1878 à 1882, dit Prinzenstraßengebäude

La Bibliothèque étatique et universitaire de Basse-Saxe à Göttingen (Niedersächsische Staats- und Universitätsbibliothek Göttingen), abrégé en SUB Göttingen, est la bibliothèque universitaire centrale de l'université de Göttingen, la bibliothèque de l'académie des sciences de Göttingen et la bibliothèque étatique de Basse-Saxe. C'est une des plus grandes bibliothèques scientifiques d'Allemagne. En 2002 elle est distinguée comme la bibliothèque de l'année (de) en Allemagne. Son directeur est Wolfram Horstmann.

## Histoire
La bibliothèque est fondée en 1734. Elle utilise un nouveau concept pour l'acquisition de ses livres, donnant plus d'importance au contenu qu'à l'apparence des ouvrages. Les acquisitions sont par ailleurs référencées dans un registre.
Le conservateur Gerlach Adolph von Münchhausen fait de Johann Matthias Gesner le premier directeur de la bibliothèque. Les ouvrages de la collection privée de Joachim Hinrich von Bülow au complet servent à la remplir. En échange la bibliothèque devait portée le nom de Bibliotheca Buloviana, cet usage s'est à l'évidence perdu. Grâce à son archivage rationalisé, elle devient rapidement une des bibliothèques les plus importantes d'Allemagne et le prototype des bibliothèques universitaires. Un catalogue exhaustif de la collection est créé.
Christian Gottlob Heyne a dirigé la bibliothèque durant de longues années: de 1763 à 1812, tout en étant professeur de philologie classique. Heyne en fait un établissement national et l'organise de manière remarquable. Il crée un système d'emprunts à distance pour les intellectuels ne résidant pas à Göttingen. Il enrichit les collections avec des ouvrages allemands, mais aussi avec des correspondances entre intellectuels étrangers et avec de la littérature aussi bien en français, qu'en anglais, américain, arabe ou en langue orientale. À sa prise de fonction la collection comprend 60 000 ouvrages, à sa mort 200 000. À titre de comparaison la bibliothèque universitaire de Halle (de) possède en 1795 20 000 ouvrages.
La bibliothèque a ses locaux dans le premier collège et bâtiment de l'université, au premier étage du bâtiment central et autour de la cour intérieure pour être précis.

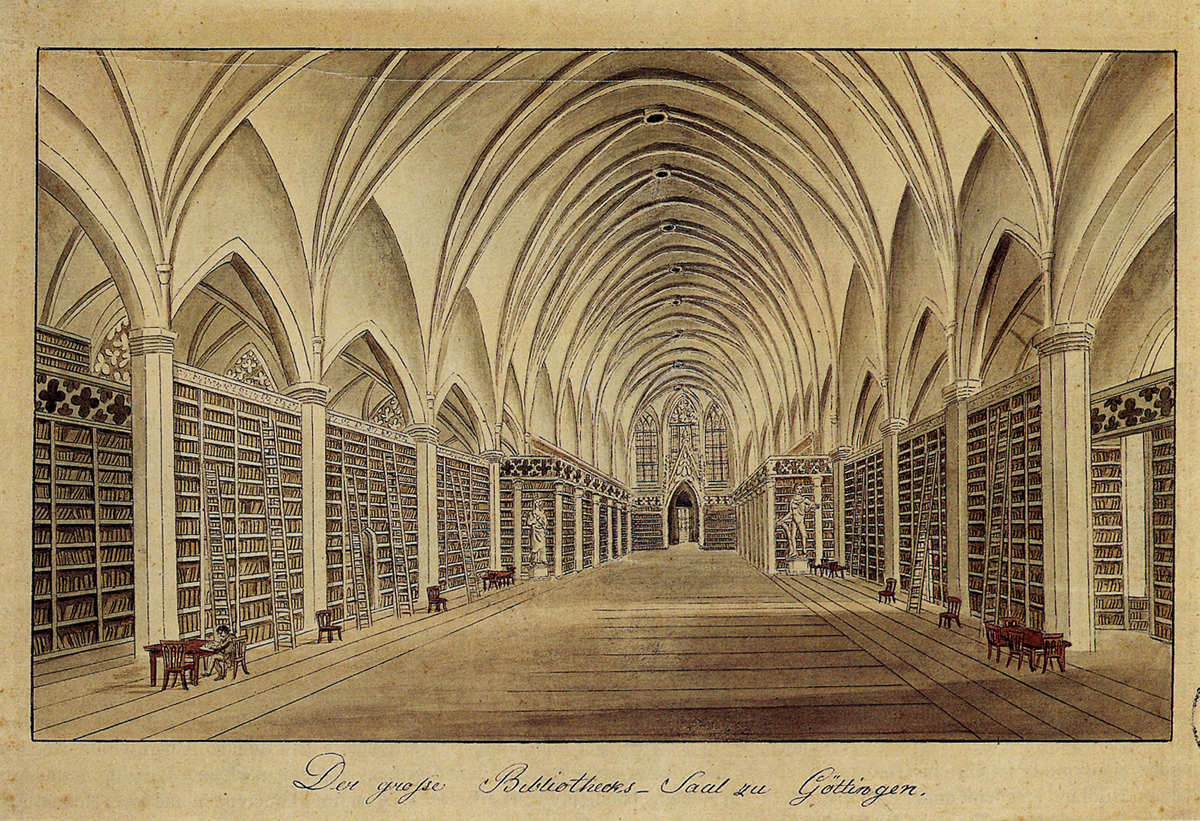
Grande salle de la bibliothèque. Dessiné par Friedrich Besemann aux alentours de 1820

Au XIXe siècle le développement de la bibliothèque, devenu avec la création du royaume de Hanovre la bibliothèque universitaire royale (Königliche Universitätsbibliothek), est à l'arrêt à cause du budget insuffisant. Parmi les bibliothécaires célèbres de l'époque, se trouvent - entre 1830 et 1837 - les frères Jacob et Wilhelm Grimm.
En 1866, le royaume devient prussien. À la fin du siècle, un système national est développé pour faciliter l'échange d'ouvrage. Afin de donner les moyens nécessaires à la réalisation de ce projet, un nouveau bâtiment sur la Prinzenstrasse est érigé de 1878 à 1882. Le style berlinois des édifices se distinguent nettement de celui hanovrien des constructions préexistantes. Il se trouve encore aujourd'hui à l'emplacement de l'ancien collège et bâtiment de la bibliothèque.
À partir de années 1920 à 2015, la bibliothèque se constitue des collections dans des domaines très précis, sur l'espace culturel anglo-saxon ou les sciences naturelles en particulier.

### Directeurs de la SUB Göttingen
| - 1734–1761 : Johann Matthias Gesner - 1761–1763 : Johann David Michaelis - 1763–1812 : Christian Gottlob Heyne - 1812–1837 : Jeremias David Reuss (de) - 1838–1844 : Georg Friedrich Benecke (de) - 1845–1875 : Karl Hoeck (de) - 1875–1886 : August Wilmanns (de) - 1886–1903 : Karl Dziatzko (de) - 1903–1920 : Richard Pietschmann | - 1921–1932 : Richard Fick (de) - 1933–1935 : Josef Becker (de) - 1935–1958 : Karl Julius Hartmann (de) - 1958–1962 : Wilhelm Martin Luther (de) - 1963–1974 : Wilhelm Grunwald (de) - 1974–1990 : Helmut Vogt (de) - 1990–2006 : Elmar Mittler (de) - 2006–2013 : Norbert Lossau (de) - 2014–0: Wolfram Horstmann |

## Collection actuelle

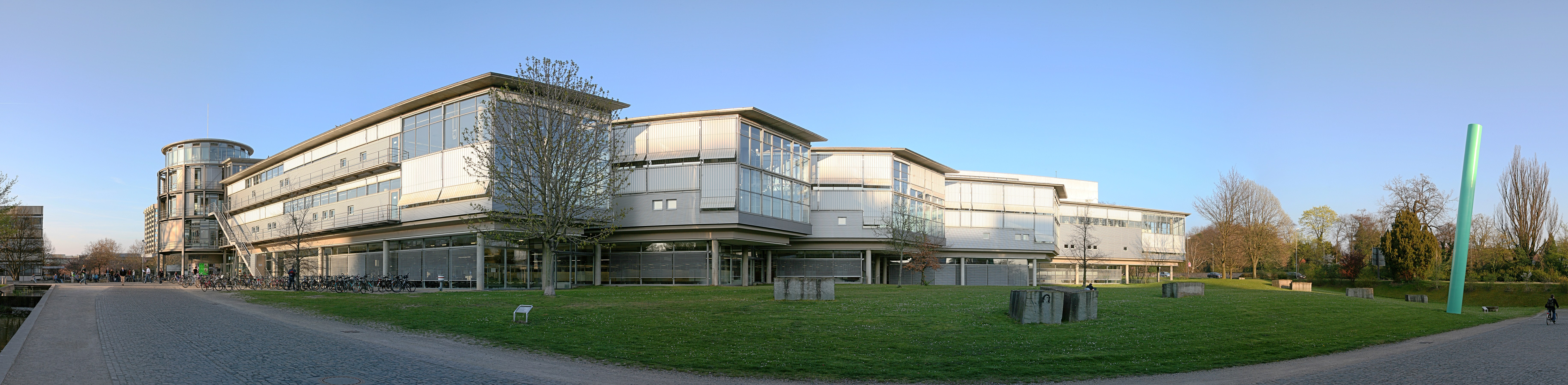
Bibliothèque Centrale de la SUB Göttingen

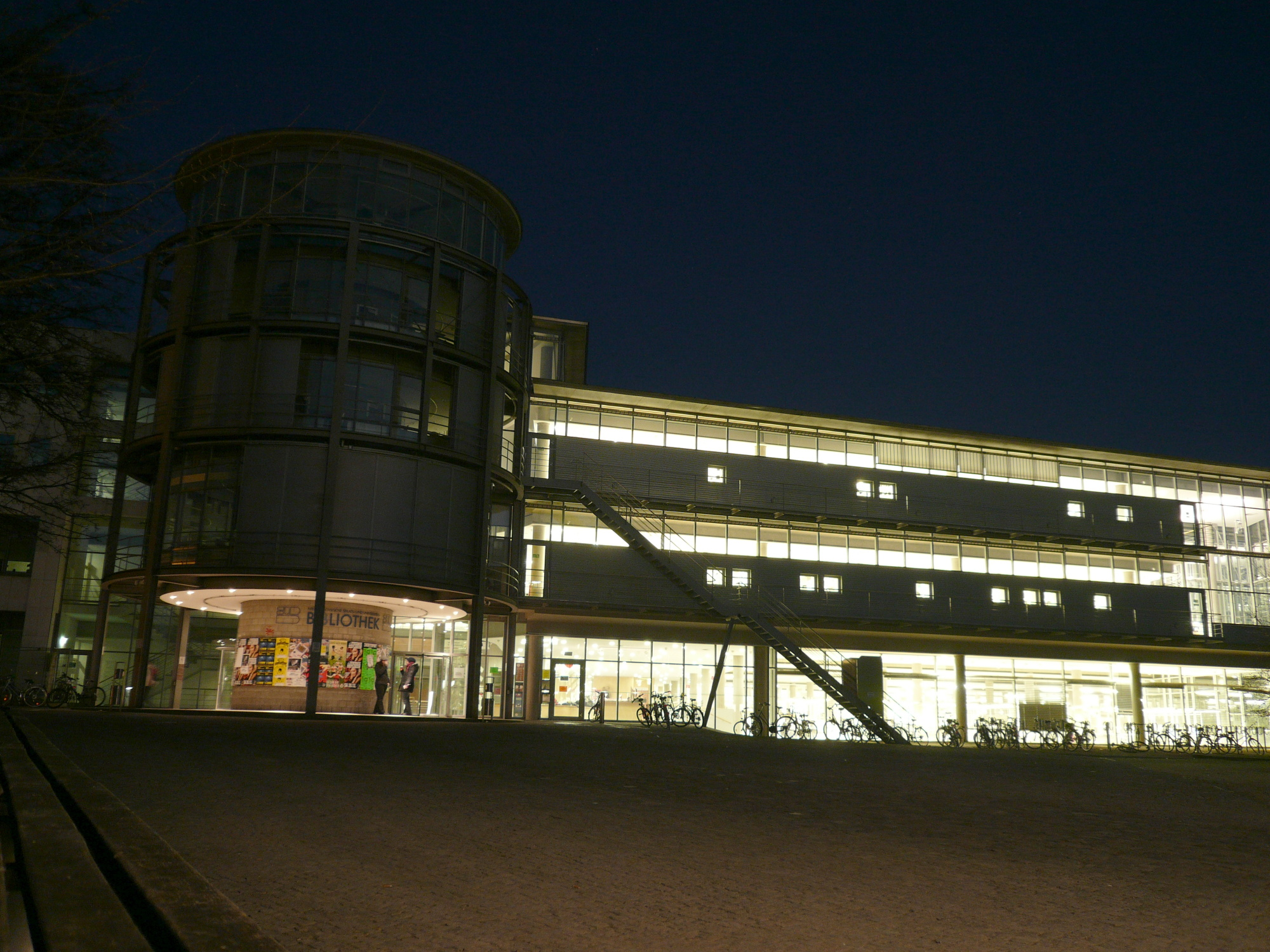
La Bibliothèque Centrale de nuit

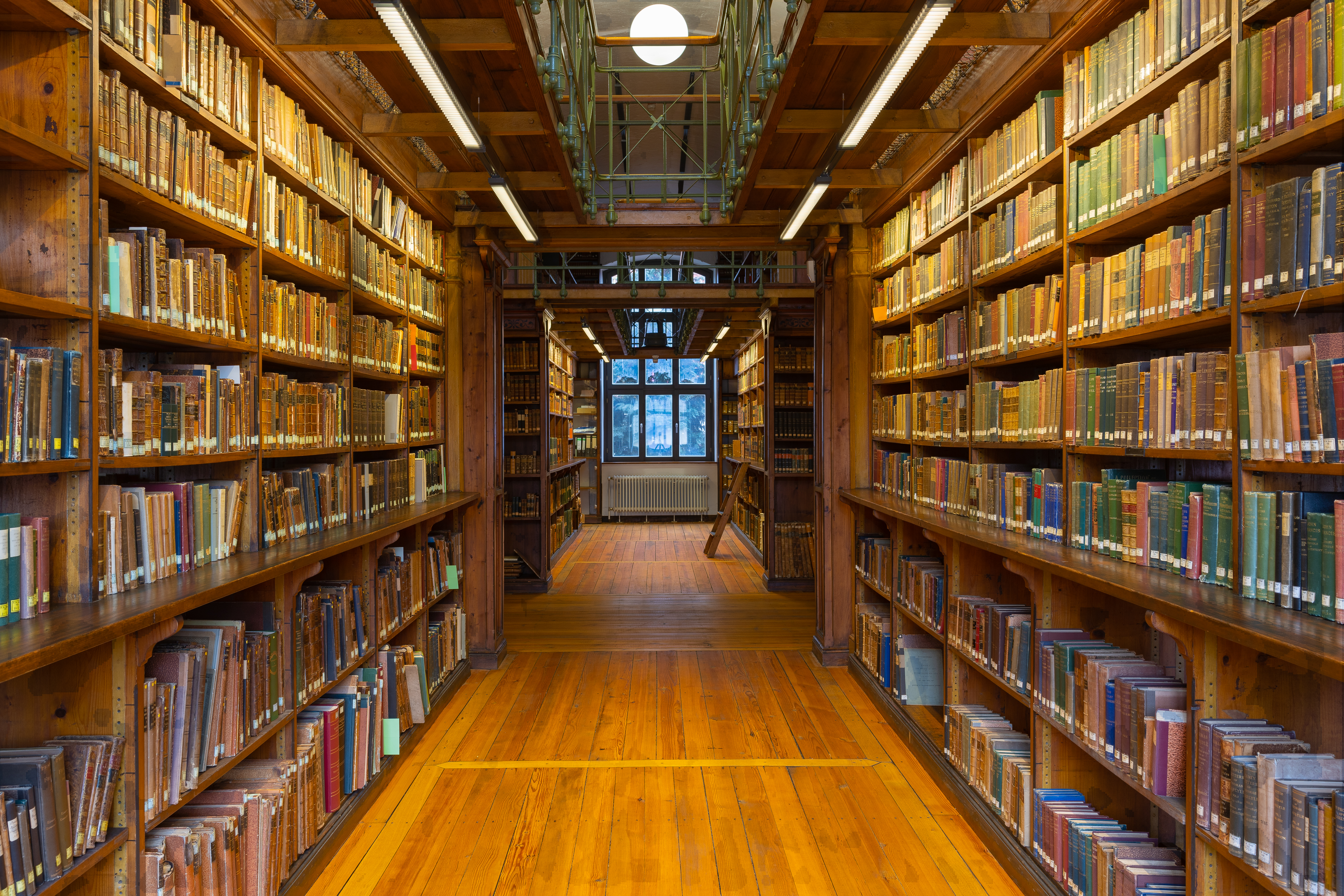
Dans la salle de lecture Heyne de la bibliothèque. Septembre 2022.

La collection actuelle de la bibliothèque contient 8 millions d'ouvrages, dont 564 000 sont antérieurs à 1900. Elle contient 5,9 millions de livres, 1,6 million de microformes, 50 000 de périodiques électroniques concédés sous licence et 126 000 d'autres références numérisées, 327 000 de cartes et plans, plus de 14 000 manuscrits, 3 100 incunables et 400 testaments (2016). Elle rassemble les publications du XVIIIe siècle au sein de la Sammlung Deutscher Drucke (collection des imprimés allemands).
Les bâtiments initiaux de la bibliothèque sont des expansions de l'ancien cloître dominicain ( Paulinerkloster) qui ont débuté au XVIIIe siècle. En 1992, la Bibliothèque Centrale conçue par l'architecte Eckhard Gerber (de) est inaugurée sur le campus de l'université. Le fédération commune des bibliothèques (de) est installé dans ce bâtiment. Les bâtiments historiques rassemblent depuis les collections spécialisés, les ouvrages anciens. Dans le détail :
- Département collections spécialisées et conservation
  - Manuscrits et imprimés rares
  - Vieux imprimés
  - Collection de cartes
  - Atelier de restauration
  - Reliure de livre
  - Salle Christian Gottlob Heyne
- Centre de numérisation de Göttingen

L'église Saint-Paulin (de) est utilisée pour les expositions. Par ailleurs il y a 6 bibliothèques spécialisées :
- Forêt (BBF)
- Médecine (BBM)
- Physique (BBP)
- Sciences socio-économique (BBWiSo))
- Sciences de la culture (BBK)
- Bibliothèque en Waldweg

## Mécénat
Le mécénat est essentiel au financement de la bibliothèque.
Il débute au XIXe siècle. En 1912, le banquier américain John Pierpont Morgan crée une fondation dotée de 50 000 $, qui permet jusqu'en 1967 d'acheter de la littérature anglo-saxonne.